# Гелена Корбелліні
Глорія Гелена Корбелліні Трохе (нар. 7 січня 1959, Монтевідео) — уругвайська письменниця і професор.

## Життєпис
Гелена Корбелліні народилася в Монтевідео в 1959 і живе в Колонії-дель-Сакраменто з 2001.
Професор літератури.
Була вчителем середньої школи і викладала в Регіональному центрі вчителів в Колонії-дель-Сакраменто.
Працювала в Департаменті культури в Монтевідео, на семінарах, організованих Міністерством освіти і культури, Радою з питань освіти, передбачених Уругвайською навчальною програмою.
Як культурологічна журналістка, Корбелліні працювала у газетах «Zeta», «Brecha», « Ель-Паїс-Культур» і «Республіці» . У Мальдонадо вона керувала журналом « Астериско» . Вона є автором віршів, романів та текстів, спрямованих на студентів. Її оповідання друкувалися в антологіях цього жанру.
Серед її романів — La vida brava. Los amores de Horacio Quiroga (2007), про життя Орасіо Кіроґи, El sublevado. Garibaldi, corsario del Río de La Plata (2009), про подорож Джузеппе Гарібальді до Монтевідео, розглянутий з точки зору жіночого персонажу та Hay una cierva menos en el monte (2012), натхненний вбивством у 2004 жінки її колишнього чоловіка в Кончілласі, Департамент Колонія.
У 2014 National Public Education Administration (ANEP) опублікувала книгу Ilustrados y valientes, в якій Корбелліні зібрала в рамках свого часу в Уругвайській навчальній програмі свідчення студентів та викладачів з різних точок Уругваю, які працювали над цією програмою між 2009 і 2014 роками.
Корбелліні відповідає за архів Маріо Левреро на факультеті гуманітарних і освітніх наук Республіканського університету.

## Праці

### Поезія
- Manuscrito hallado al este del Edén (Ed. Mirador, 1992)
- Círculo de sangre (Civiles iletrados, 2002)

### Романи
- Laura Sparsi (Cal y Canto, 1995)
- La novia secreta del Corto Maltés (Fin de Siglo, 2000)
- La vida brava. Los amores de Horacio Quiroga (Sudamericana, 2007)
- El Sublevado. Garibaldi en el Río de la Plata (Sudamericana, 2009)
- Mi corazón pesa demasiado (illustrations by Fernando Cabezudo, 2008)
- Hay una cierva menos en el monte (Sudamericana, 2012)

### Інші роботи
- Roberto Arlt. La isla desierta (Ed. Técnica, 1991)
- Eugene O'Neill (Ed. Técnica, 1992)
- «Ida Vitale», у Historia de la Literatura Uruguaya Contemporánea, tomo II (Banda Oriental, 1997)
- Ilustrados y valientes (ANEP, 2014)

## Джерала
1. ↑  Deutsche Nationalbibliothek Record #1056580992 // Gemeinsame Normdatei — 2012—2016.
2. 1 2  Authority file of the National Library of Uruguay
3. 1 2 3  Helena Corbellini (Spanish) . Auditorio Nacional del Sodre Dra. Adela Reta. Архів оригіналу за 12 квітня 2017. Процитовано 7 грудня 2017.
4. 1 2  Sum Scott, Renée (2002). Helena Corbellini (1959). Escritoras uruguayas: una antología critica [Uruguayan Writers: A Critical Anthology] (Spanish) . Ediciones Trilce. с. 130. ISBN 9789974323124. {{cite book}}: |access-date= вимагає |url= (довідка)
5. ↑  Acevedo, Hugo (6 травня 2007). Los amores de Quiroga. LaRed21 (Spanish) . Архів оригіналу за 7 квітня 2018. Процитовано 7 грудня 2017.
6. ↑  Lagos, José Gabriel (5 лютого 2010). Buscarse la mujer [Look For the Woman]. La Diaria (Spanish) . Архів оригіналу за 8 грудня 2017. Процитовано 7 грудня 2017.
7. ↑  'Hay una cierva menos en el monte', de Helena Corbellini (Spanish) . Montevideo: Uypress. 25 квітня 2012. Архів оригіналу за 8 грудня 2017. Процитовано 7 грудня 2017.
8. ↑  Más de 6.000 jóvenes y adultos finalizaron su ciclo educativo bajo tutorías desde 2009 [More Than 6,000 Young People and Adults Finished Their Educational Cycle Under Tutoring Since 2009] (Spanish) . Office of the President of Uruguay. 21 жовтня 2014. Архів оригіналу за 26 березня 2020. Процитовано 7 грудня 2017.